# San Giorgio (Pietragalla)
San Giorgio, anche noto come San Giorgio di Pietragalla, è una frazione del comune lucano di Pietragalla, in provincia di Potenza. Al 2019 contava 731 abitanti.

## Storia
Il paese nasce da un antico accampamento dei Casalini, sito nei dintorni dell'attuale fontana monumentale. Fino al XVIII secolo ha fatto parte del territorio comunale di Avigliano.

## Geografia
Situata a poca distanza dal castello svevo di Lagopesole, San Giorgio sorge ai piedi del Monte Torretta, sito archeologico per il rinvenimento di una cinta muraria del IV secolo a.C., ma già frequentato nel VIII secolo a.C.

## Cultura

### Feste religiose
Il santo patrono è San Giorgio Martire, che si festeggia il 23 aprile. Il co-patrono è San Michele, e si festeggia l'8 maggio. Molta devozione è rivolta anche alla Beata Vergine Maria del Monte Carmelo, questo ad esprimere il legame del paese con le sue radici aviglianesi.

### Monumenti e luoghi d'interesse
Tra i principali luoghi d'interesse di San Giorgio si notano una chiesa in stile moderno, molto ampia e ristrutturata più volte nel corso degli anni; ed una fontana monumentale.

## Infrastrutture e trasporti
Il paese è servito dalla SS 658 Potenza-Melfi, strada statale a scorrimento veloce.
Le stazioni ferroviarie più vicine, entrambe a poco meno di 2 km, situate sulla linea Potenza-Foggia, sono Possidente e Pietragalla. Altra stazione vicina è San Nicola, a meno di 4 km a sud, sulla linea Potenza-Altamura.